# Desmometopa philippinensis
Desmometopa philippinensis är en tvåvingeart som beskrevs av Curtis W. Sabrosky 1983. Desmometopa philippinensis ingår i släktet Desmometopa och familjen sprickflugor.
Artens utbredningsområde är Filippinerna. Inga underarter finns listade i Catalogue of Life.